# Бесси Догбо, Иньяс
Иньяс Бесси Догбо (фр. Ignace Bessi Dogbo; род. 17 августа 1961, Ньянгон-Аджаме, Кот-д’Ивуар) — кот-д’ивуарский кардинал. Епископ Катиолы с 19 марта 2004 по 3 января 2021. Председатель Конференции католических епископов Кот-д’Ивуара с 21 мая 2017 по 4 июня 2023. Архиепископ Корого с 3 января 2021 по 20 мая 2024. Архиепископ Абиджана с 20 мая 2024. Кардинал-священник с титулом церкви Санти-Марио-э-Компаньи-Мартири с 7 декабря 2024.